# Том Гаммондс
Том Едвард Гаммондс (англ. Tom Edward Hammonds, нар. 27 березня 1967, Форт-Волтон-Біч, Флорида, США) — американський професіональний баскетболіст, що грав на позиції важкого форварда за декілька команд НБА. Гравець національної збірної США.

## Ігрова кар'єра
На університетському рівні грав за команду Джорджія Тек (1985—1989).
1986 року став чемпіоном світу у складі збірної США.
1989 року був обраний у першому раунді драфту НБА під загальним 9-м номером командою «Вашингтон Буллетс». Захищав кольори команди з Вашингтона протягом наступних 3 сезонів. 1992 року провів найрезультативніший матч у кар'єрі, набравши 31 очко у грі проти «Нью-Йорк Нікс».
З 1992 по 1993 рік грав у складі «Шарлотт Горнетс».
1993 року перейшов до «Денвер Наггетс», у складі якої провів наступні 4 сезони своєї кар'єри.
Останньою ж командою в кар'єрі гравця стала «Міннесота Тімбервулвз», до складу якої він приєднався 1997 року і за яку відіграв 4 сезони.